# Igúzquiza
Igúzquiza – gmina w Hiszpanii, w Nawarze, o powierzchni 16,28 km². W 2011 roku gmina liczyła 336 mieszkańców.